# کلیه سلطان بایزید دوم
کُلّیهٔ (مجموعهٔ) سلطان بایزید دوم (ترکی استانبولی: Sultan II Bayezid Külliyesi) یک کُلیه واقع در ادرنه ترکیه است. در سال ۱۴۸۸ توسط معمار عثمانی معمار خیرالدین برای سلطان بایزید دوم (حکومت ۱۴۸۱–۱۵۱۲) ساخته شد.
این مجموعه شامل دارالشفا (بیمارستان، مرکز پزشکی) بود و به مدت چهار قرن از سال ۱۴۸۸ تا جنگ روسیه و ترکیه (۱۸۷۷–۱۸۷۸) فعال بود. این بیمارستان به‌ویژه به دلیل روش‌های درمانی اختلالات روانی که شامل استفاده از موسیقی، صدای آب و رایحه می‌شد، قابل توجه بود.
دارالشفای تاریخی در سال ۱۹۹۳ میلادی در ساختار دانشگاه تراکیه واقع در ادرنه گنجانده شد. در سال ۱۹۹۷ به مجموعه موزه سلامت سلطان بایزید دوم تبدیل شده و موزه ای است که به تاریخ پزشکی و به‌طور کلی مسائل بهداشتی اختصاص دارد. این مجموعه در سال ۲۰۱۶ در فهرست موقت میراث جهانی در ترکیه ثبت شد.

## مسجد
در داخل مجموعه، مسجد موقعیت مرکزی دارد. محراب داخلی طاق و ستون ندارد و سطح زمین با انواع قالیچه‌های ترکی که گاهی به آن قالیچه آناتولی نیز می‌گویند، پوشانده شده است. دارای ابعاد 20.58x20.۶۰ متر مربع شکل می‌باشد. گنبد مساجد ۱۹٫۳۴ متر ارتفاع دارد. منبر با هنر سنگ‌تراشی ایجاد شده است. دارای دو مناره است که هر یک دارای بالکن و ۱۴۹ پلکان به سمت بالا دارند. هر دو در ارتفاع ۳۸٫۵۰ متری می‌نشینند. در داخل مسجد، مجموعه ای از پنجره‌های قوسی که محراب را احاطه کرده‌اند، نور را بر چهره نمازگزاران می‌تاباند.

## دارالشفا
دارالشفا درست در سمت راست مسجد قرار دارد که از سه بخش مختلف تشکیل شده است. حیاط اول دارای شش اتاق سرپایی، اتاق‌های خدمات مانند آشپزخانه، خشکشویی و داروخانه است. در حیاط دوم کارکنان ارشد در چهار اتاق وظایف خود را انجام می‌دادند. شفاخانه یک بخش برای بستری کردن بیمار است که در مجموع دارای ۱۰ اتاق است که شش اتاق آن برای فصل زمستان و چهار اتاق باقی مانده برای تابستان است که این بخش دارای صحنه موسیقی نیز بود. استفاده از موسیقی و صدای آب و فواره به عنوان کمک درمانی برای بیماران روانی در نظر گرفته شده بود.

## مدرسه (دانشکده پزشکی)

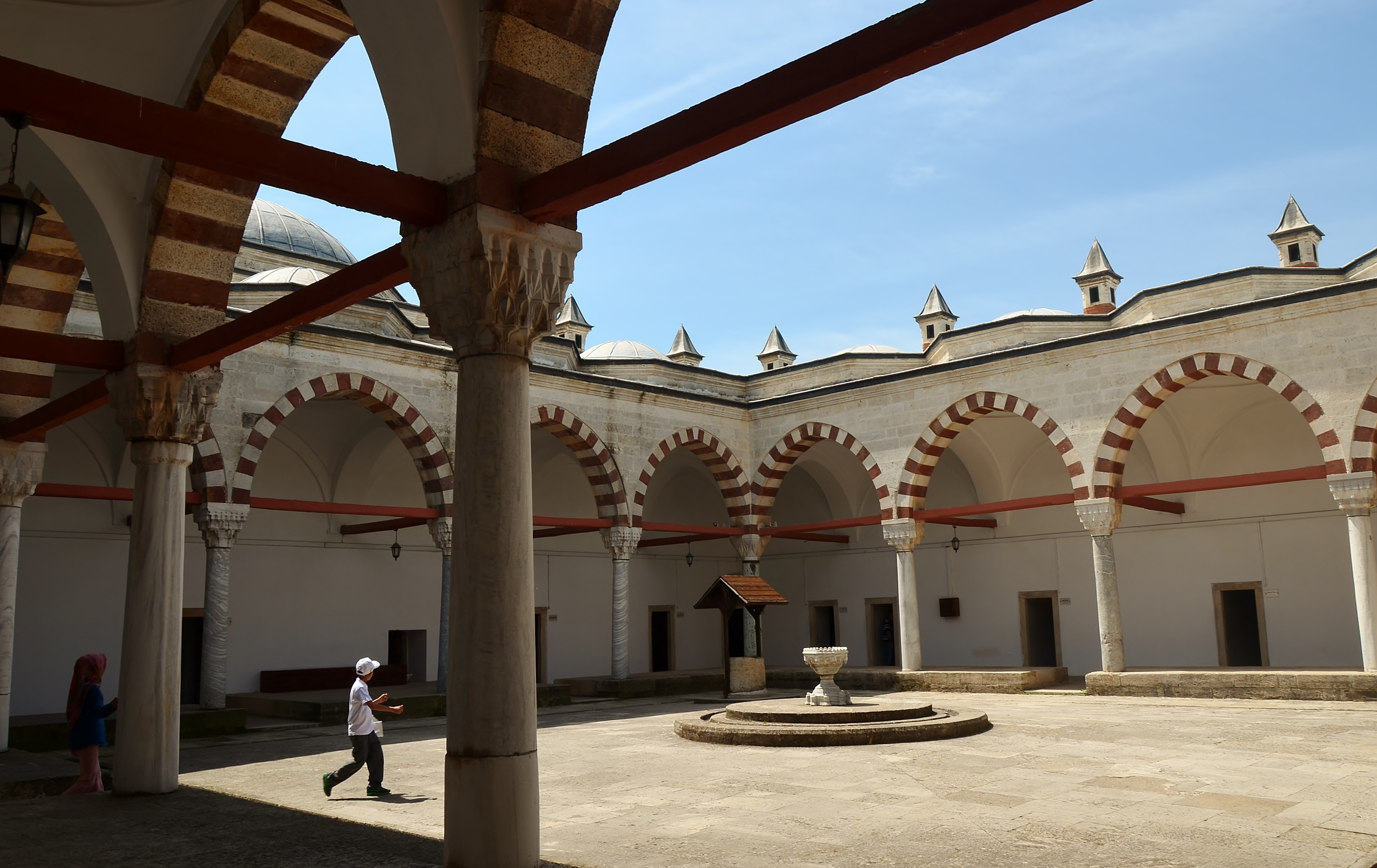
حیاط دانشکده پزشکی تاریخی.

مدرسه اطبا (به ترکی عثمانی: Medrese-i Etibba‎) یک دانشکده پزشکی بود. این مدرسه به دلیل داشتن علمای پردرآمد در میان ۶۰ مدرسه برتر در امپراتوری عثمانی قرار گرفت.
مدرسه شامل ۱۸ اتاق دانشجویی و یک کلاس درس در سه طرف حیاط با شادروان (آب‌نما) در وسط بود. گفته می‌شود اولین معلم این مدرسه شیخ لطف‌الله‌زاده بهاءالدین بوده است. سفرنامه نویس معروف عثمانی اولیا چلبی (۱۶۱۱– پس از ۱۶۸۲) در کتاب خود ذکر می‌کند که دانشجویان دانشکده پزشکی پزشکان بالغی بودند که آثار فیلسوفان، دانشمندان و پزشکان یونان باستان مانند افلاطون (۴۲۸/۴۲۷ یا ۴۲۴/۴۲۳-۴۲۳-۴۲۴ ق. (۴۷۰/۴۶۹–۳۹۹ قبل از میلاد)، فیلیپ  اوپوسی، ارسطو (۳۸۴–۳۲۲ قبل از میلاد)، جالینوس (۱۲۹ پس از میلاد - حدود ۲۰۰ / حدود ۲۱۶) و فیثاغورث (حدود ۵۷۰ - حدود ۴۹۵ قبل از میلاد) را مطالعه می‌کردند. پزشکان که هر کدام در رشته‌ای متخصص بودند، با مطالعه متون علمی ارزشمند در زمینه پزشکی سعی در یافتن بهترین درمان داشتند. کتاب‌های دانشکده پزشکی امروز در کتابخانه نسخ خطی مسجد سلیمیه نگهداری می‌شود.
به گفته اولیا چلبی، دستمزد روزانه کارکنان و دانشجویان به شرح زیر پرداخت می‌شد:
- محقق (۱): ۶۰ آقچه (سکه نقره) با احتساب تعطیلات،
- دستیار (۱): ۷ آقچه
- متصدی کتابخانه (۱): ۲ آقچه
- بندگان (۲): ۲ آقچه
- دانش آموزان (۱۸): ۲ آقچه. علاوه بر رفع تمام نیازهای آنها.

### حمام
امروزه، این سازه از بین رفته و پایه‌های اصلی آن پنهان شده است. عکس‌های تاریخی نشان دهنده نزدیکی آن به پایه پل درون مجموعه است. از نظر معماری، ویژگی‌های طراحی حمام دوتایی را نشان می‌دهد که درآمد حاصل از حمام به نگهداری کلی مجموعه کمک می‌کرد.

### عمارت (آشپزخانه سوپ خوری)
بخشی از این مجموعه به عنوان سوپ‌پزخانه یا عمارت مورد استفاده قرار می‌گرفت که در آن غذا دو بار در روز سِرو می‌شد. همه کارکنان مجتمع و فقرا در اینجا غذای رایگان می‌خوردند.

## نگارخانه

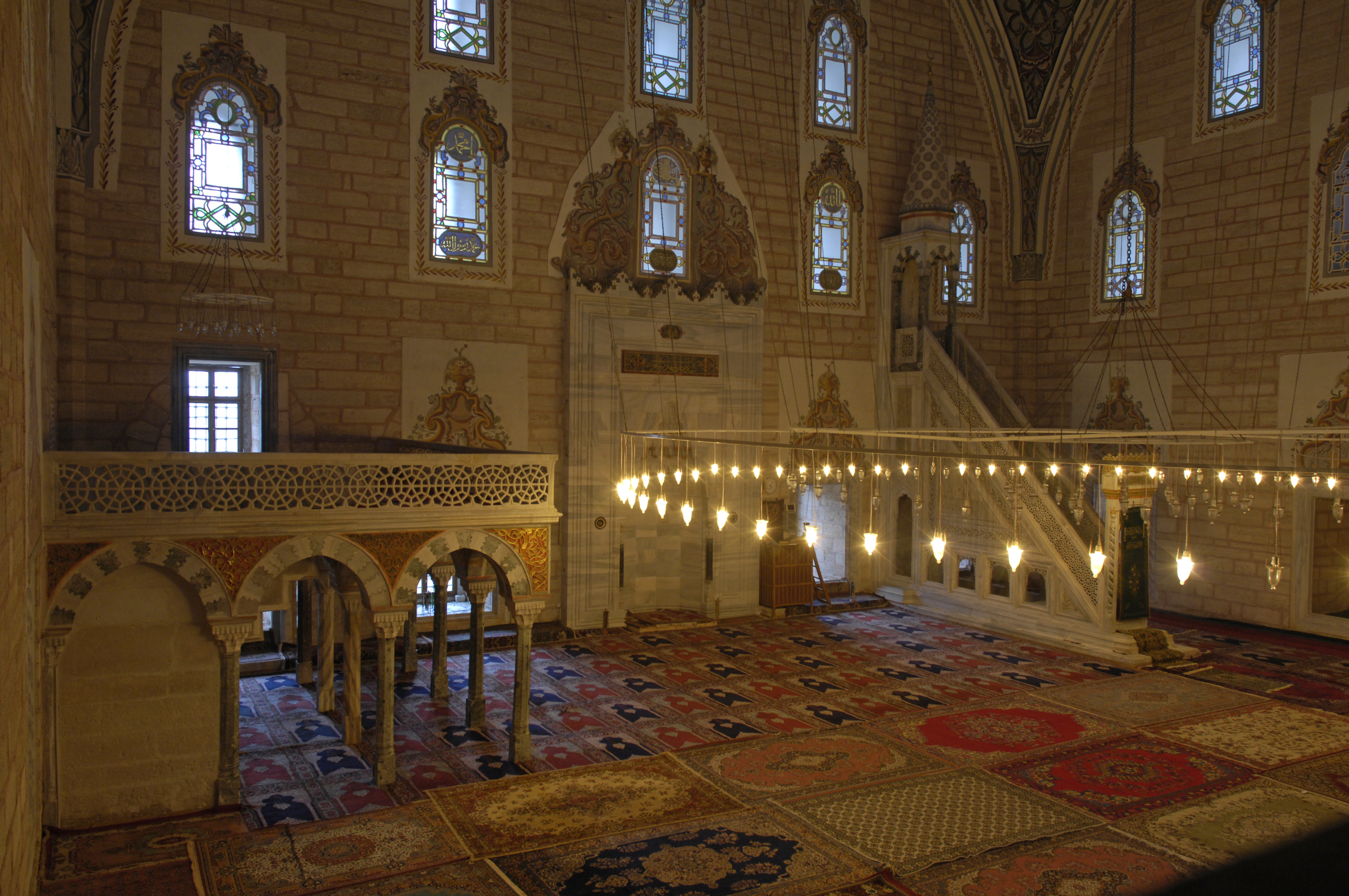
نمای داخلی مسجد از بالکن
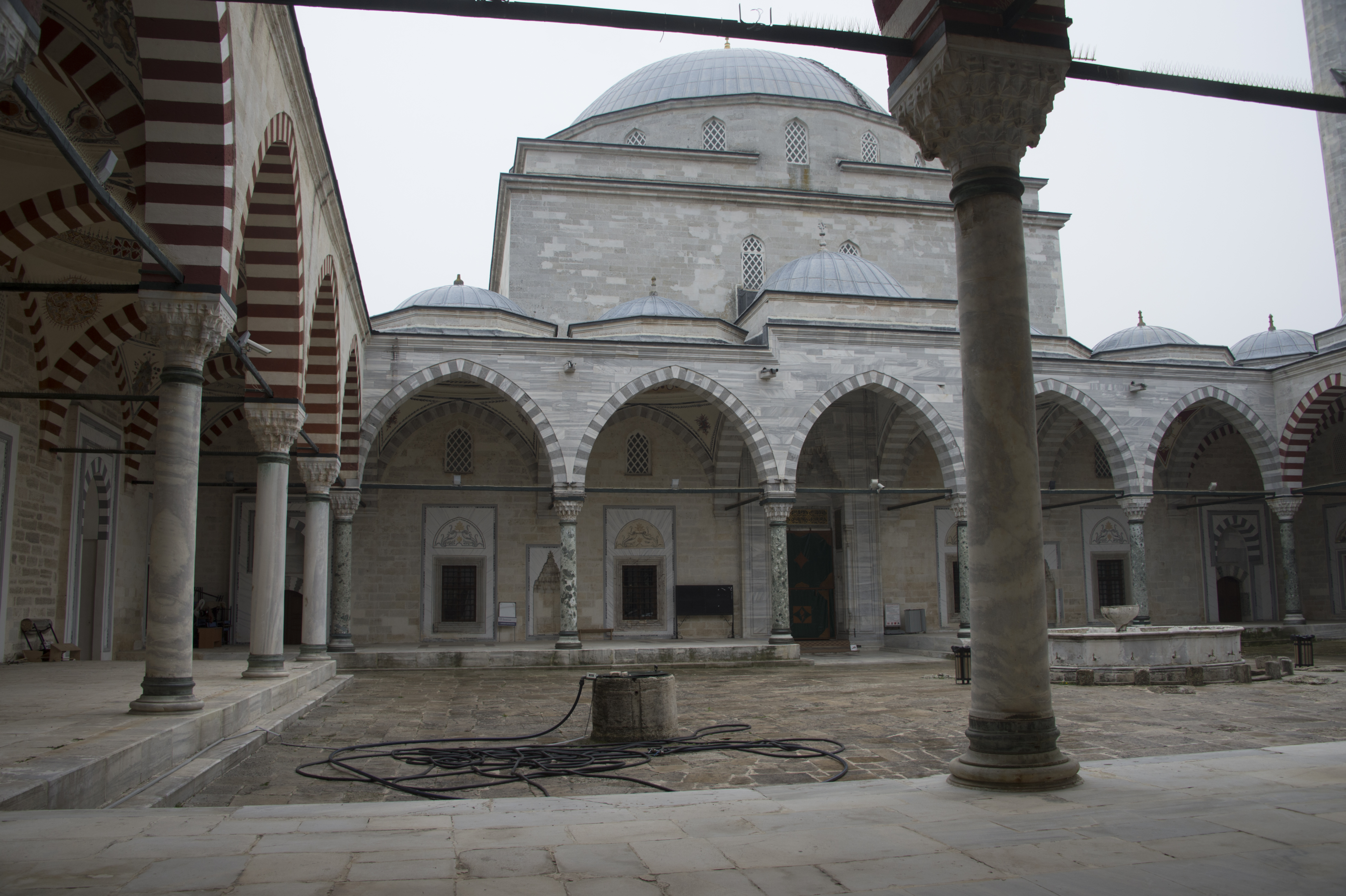
حیاط مسجد
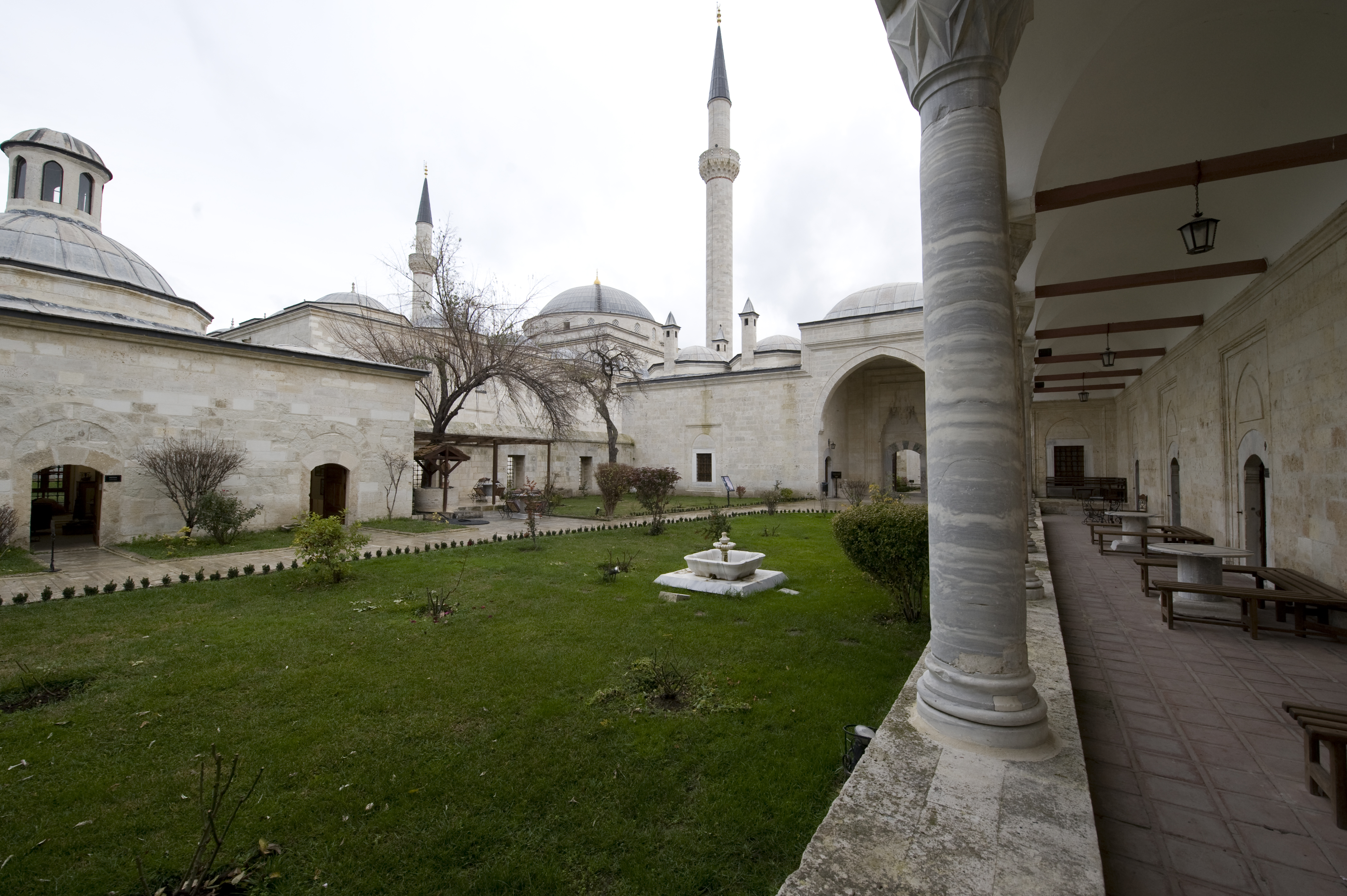
حیاط در محوطه موزه